# Peter Bornholdt
Niels Peter Anton Bornholdt (3. april 1842 i Hjørring – 17. maj 1924 i Riga) var en dansk handelsagent og godsejer, far til Vera Creagh-Bornholdt og Magnus de Creagh-Bornholdt.
Han var søn af postfører Jens Welling Limschou (1794-1866) og Augusta Sophie Johanne Bornholdt (1810-1876) og blev uddannet skibsmægler i England. I 1872 åbnede Bornholdt en skibsprovianteringsforretning (P. Bornholdt & Co.) i Riga, som senere også tog sig af befragtning, og som inden for et årti blev en anseelig virksomhed. Ud over hovedsædet i Riga havde den filialkontorer i Libau, Reval, Sankt Petersborg og Windau. I 1878 blev Bornholdts virksomhed udnævnt til Det Forenede Dampskibs-Selskabs (DFDS) agent i Libau og senere i Riga og de andre russiske havne ved Østersøen. I denne egenskab fik han stor betydning for, at det var danske skibe, der kom til at sejle gods til og fra Rusland. Den senere direktør for DFDS Jacob Brandt var både leder af Libaukontoret og medindehaver af firmaet. Bornholdt var på venskabelig fod med DFDS' stifter C.F. Tietgen.
1. verdenskrig ødelagde næsten hans firma, men han fik det genopbygget efter krigen. Dog opgav man filialen i Skt. Petersborg.
Bornholdt var gift med irske Mary Emily de Creagh (død 17. august 1910), datter af James Creagh (1784-1857) og Grace Emily O'Moore (død 1891). Han holdt kontakten med Danmark og holdt ofte længere ferier i sit fædreland. For at få en mere permanent bolig i landet købte han i 1901 herregården Løvenholm, som han ejede til 1918.
Bornholdt blev Ridder af Dannebrogordenen 1889, etatsråd 1899, Dannebrogsmand 1909 og Kommandør af 2. grad 1922. Han bar desuden en række russiske og andre ordener.
Han er begravet i Riga.